# Скат плямистий
Скат плямистий (Aetobatus narinari) — скат з роду каптуровий скат родини орлякові.

## Опис
Ширина диска цього скату сягає 2,3—2,5 м завширшки та 50—55 см при вазі 225—230 кг. При цьому додатково хвіст досягає 3—5 м. Голова велика та пласка. Очі розташовані з боків, морда має трикутну форму, сплощена. зуби пласкі, що дозволяє розплющувати мушлі. Грудні плавці за своєю будовою схожі на плавці інших представників цього роду. на хвості присутні від 1 до 6 отруйних шипів. Характерною особливістю є забарвлення цього скату. На темному фоні спини наявні численні світлі плямочки. Також вони розташовані з нижньої сторони «крил»-плавців.

## Спосіб життя
Полюбляє тропічні та субтропічні води з температурою 24—27 °C, часто перебуває у лагунах та біля рифів. Трапляється на глибині до 60—80 м, не занурюючись далеко, часто біля піщаного ґрунту. Зустрічається поодинці, також утворює групи до 200 особин. Полює переважно на креветки, крабами, меншою мірою живиться восьминогами, устрицями, морськими равликами, дрібною донною рибою та кільчастими черв'яками. За допомогою рила риє пісок, вишукує здобич.
Статева зрілість настає у 4—6 років. Процес спарювання триває 30-90 секунд. Це яйцеживородний скат. Самиця після 12 місяців вагітності народжує 1—10 дитинчат завдовжки 17—35 см.

## Розповсюдження
Зустрічається у Тихому (від Індонезії до Японії та від Каліфорнійської затоки та Галапагоського архіпелагу до Австралії), Атлантичному (від штатів Північна Кароліна та Флорида у США, Бермудських островів через Мексиканську затоку та Карибський басейн до Бразилії, а також в Африці — від Мавританії до Анголи) та Індійському океанах (від Червоного моря до Малайського півострова).